# Spencer (пиво)
Spencer (Спенсер) — торговая марка американского траппистского пива, которое производится на территории аббатства Святого Иосифа в городе Спенсер, штат Массачусетс.

## История
Аббатство Святого Иосифа было основано в 1950 году монахами-траппистами, перебравшимися в город Спенсер (штат Массачусетс) из своей прежней обители, уничтоженной пожаром в городе Кимберленд (штат Род Айленд). В 2013 году, в целях расширения своей экономической деятельности, монахи построили одноимённую пивоварню на территории своего аббатства. В тесном сотрудничестве с бельгийской пивоварней Chimay, пивоварня Спенсер выпустила свой первый сорт светлого пива. В том же году, на заседании международной траппистской ассоциации было принято решение о присуждении пиву Спенсер логотипа «Аутентичный Траппистский продукт», первого за пределами Европы.